# Atentát na Malcolma X
Atentát na Malcolma X, významného afroamerického představitele černošských muslimů v USA, bývalého mluvčího hnutí Nation of Islam, zakladatele organizace Muslim Mosque, Inc. a bojovníka za práva černochů, byl spáchán dne 21. února 1965 v newyorské čtvrti Manhattan. Malcolm X, známý též pod arabským jménem El-Hadždž Málik El-Šabáz (arabsky: الحاجّ مالك الشباز) byl během setkání Organizace pro afroamerickou jednotu v divadle Audubon Ballroom zastřelen celkem šestnácti ranami z pistole. Malcolm X byl prohlášen za mrtvého krátce po příjezdu do nemocnice Columbia Presbyterian Hospital.
Na atentátu se podíleli celkem tři pachatelé: Talmadge Hayer, Norman 3X Butler a Thomas 15X Johnson. Všichni tři byli členy organizace Islámský národ (anglicky: Nation of Islam).
Atentát vzbudil obrovský veřejný ohlas, odhaduje se, že ostatkům Malcolma X vystaveným v obřadní síni Harlem's Unity Funeral Home v otevřené rakvi přišlo vzdát úctu mezi 14 až 30 tisíci lidí.
Podobně jako tomu bylo u atentátu na Johna Fitzgeralda Kennedyho, vynořily se i v tomto případě různé spekulace, že za činem stojí FBI, CIA atp. Pravděpodobným motivem činu byla skutečnost, že Malcolm X v březnu 1964 vystoupil z organizace Islámský národ a stal se Sunnitským muslimem; členové Islámského národa jej tedy považovali za zrádce víry.

## Atentát
Dne 21. února 1965 hovořil Malcolm X ke čtyřem stům posluchačů během setkání Organizace afroamerické jednoty. Projev byl náhle přerušen výkřikem: „Dej ty pracky pryč od mý peněženky, negře!“. Když se Malcolm X spolu se svou ochrankou vydal k místu v hledišti, aby situaci zklidnil, vytáhl na něj útočník upilovanou brokovnici (známou též pod italským názvem lupara) a střelil jej do hrudníku. Dva další komplicové vnikli na pódium a začali na Malcolma střílet z pistolí, přičemž jej zasáhli celkem šestnáctkrát. Okolo stojící svědkové činu jednoho z atentátníků povalili na zem a spoutali, zatímco zbylí dva ze sálu uprchli.
Zmíněným pachatelem, zadrženým přímo v sále byl Talmadge Hayer, člen hnutí Nation of Islam, známý též pod jménem Thomas Hagan. Svědkové přítomní v sále poté policii popsali zbylé dva komplice Normana 3X Butlera a Thomase 15X Johnsona, kteří byli také členy Islámského národa. Všichni tří uvedení pachatelé zapojení do činu, byli obviněni za vraždu či za spoluúčast na ní. Obviněný Hayer zprvu odmítal své zapojení do činu, později však u soudu vypověděl, že střílel na ležícího Malcolma X. Dále tvrdil, že jeho dva komplicové nebyli Butler a Johnson, nýbrž jiné osoby, které ale odmítl jmenovat.
Butler, známý též jako Muhammad Abdúl Azíz, byl v roce 1985 podmínečně propuštěn, roku 1998 se stal vůdcem mešity v Harlemu a neustále deklaruje svou nevinu.
Johnson, známý též jako Khalil Islam, byl z vězení propuštěn v roce 1997. Během výkonu trestu začal popírat učení organizace Islámský národ a posléze konvertoval k sunnitskému islámu. Stejně jako Butler popírá jakoukoliv vinu.
Poslední z odsouzených Hayer, známý pod jménem Mudžáhid Halim, byl podmínečně propuštěn v roce 1993.

## Pohřeb
Počet lidí, kteří přišli vzdát poslední hold ostatkům Malcolma X mezi 23. až 26. únorem, je odhadován na 14–30 000. Pohřební obřad se konal dne 27. února v kostele církve Boha v Kristu Faith Temple nacházejícího se ve čtvrti Harlem. Kostel byl zcela zaplněn více než tisícovkou smutečních hostů. Před kostelem byly navíc nainstalovány velké reproduktory tak, aby se dav, který se shromáždil před kostelem, mohl alespoň částečně účastnit posledního rozloučení a navíc byl celý obřad živě přenášen televizí.
Z řad známých bojovníků za lidská práva se obřadu účastnili John Lewis, Bayard Rustin, James Forman, James Farmer, Jesse Gray a Andrew Young.
Malcolm X byl pohřben na washingtonském hřbitově Ferncliff Cemetery ve čtvrti Hartsdale. Po skončení ceremonie převzali Malcolmovi pozůstalí lopaty od již čekajících kopáčů a sami dokončili jeho pochování. Přátelé Malcolma X vytvořili po jeho smrti Sdružení pečujících matek, jejímž prostřednictvím vybrali dostatek finančních prostředků k zakoupení domu a zabezpečení budoucnosti pro jeho pozůstalou rodinu.

## Reakce
Reakce na vraždu Malcolma X byly různé. Dr. Martin Luther King, Jr. poslal telegram Betty Shabazzové, ve které vyjádřil svoji lítost nad „šokující a tragickou vraždou vašeho manžela.“
Elijah Muhammad na shromáždění Islámského Národu, 26. února, řekl, že „Malcolma X postihlo přesně to, co kázal,“ avšak popřel jakoukoli spojitost s atentátem. „Nechtěli jsme Malcolma zabít a ani jsme se o to nepokusili,“ řekl Muhammad. „Věděli jsme, že takovéto hloupé, ignorantské učení se postará o jeho konec.“
New York Times napsali, že Malcolm X byl „výjimečný, zvrácený muž“, který „využil mnoho darů k zlým úmyslům“, a že jeho život byl „podivně a žalostně promarněn“. New York Post napsali, že „i jeho nejtvrdší kritici uznávali jeho brilantnost“.
Mezinárodní tisk, obzvláště v Africe, byl soucitný. Dailey Times of Nigeria napsali, že Malcolm X „bude mít místo v paláci mučedníků.“ Ghanian Times jej přirovnávali k Johnu Brownovi a Patricu Lumumbovi a řadili jej mezi „řadu Afričanů a Američanů, jež byli umučeni v boji za svobodu.“ Guangming Dailey, vycházející v Pekingu, konstatoval, že „Malcolm byl zavražděn, protože bojoval za svobodu a rovnoprávnost,“ zatímco kubánské El Mundo označilo atentát za „další rasistický zločin, snažící se násilím vymýtit boj proti diskriminaci.“